# 穆索羅

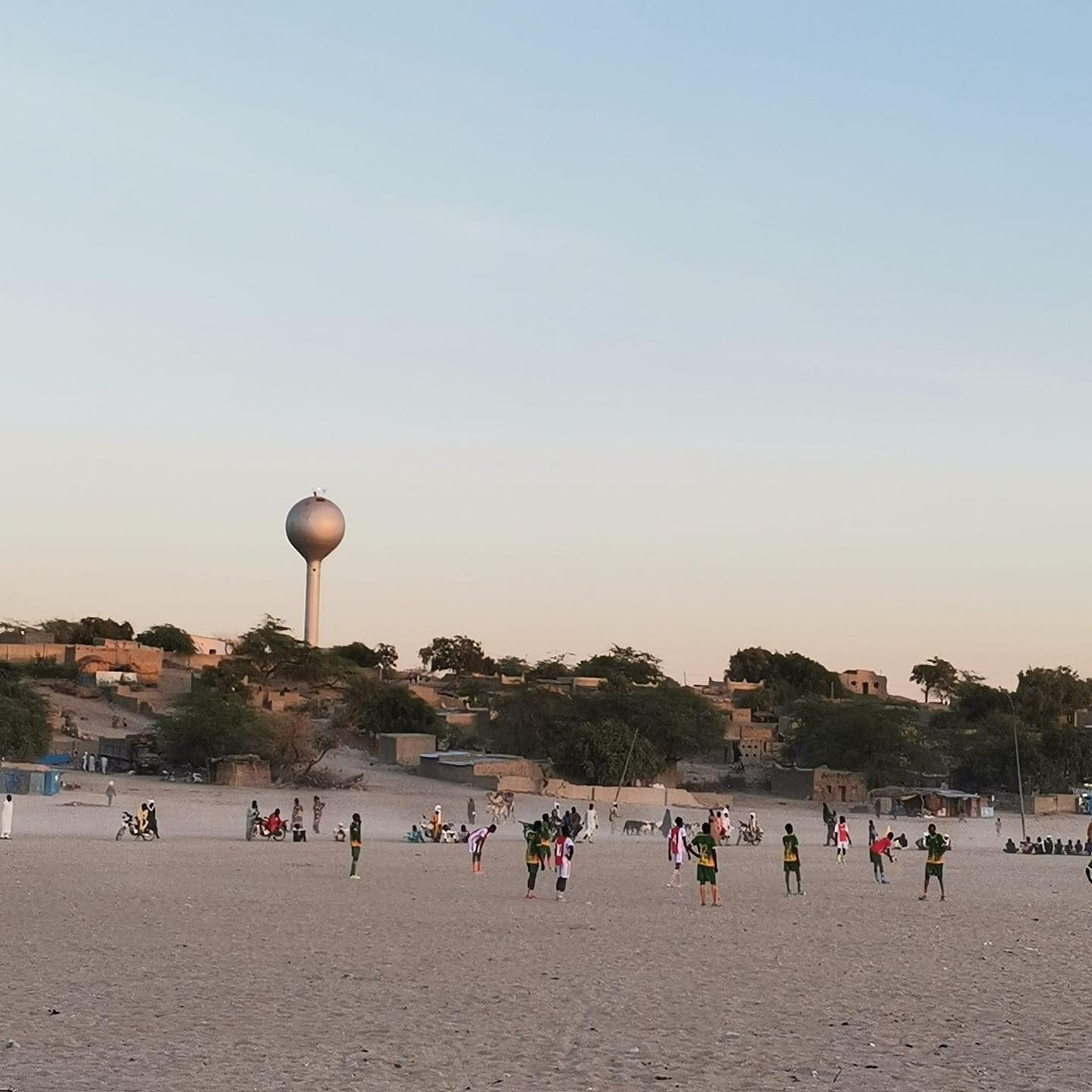
穆索羅

穆索羅是中部非洲國家乍得的城鎮，也是加扎勒河區的首府，位於該國西部，距離首都恩賈梅納約300公里，海拔高度288米，鎮上有機場設施，2011年人口35,210。
13°38′N 16°29′E / 13.633°N 16.483°E